# Баевское сельское поселение
Баевское се́льское поселе́ние — муниципальное образование в Ардатовском районе Мордовии Российской Федерации.
Административный центр — село Баево.

## История
Статус и границы сельского поселения установлены Законом Республики Мордовия от 28 декабря 2004 года № 115-З «Об установлении границ муниципальных образований Ардатовского муниципального района, Ардатовского муниципального района и наделении их статусом сельского поселения, городского поселения и муниципального района».

## Население
| 2002  | 2010  | 2012  | 2013  | 2014  | 2015  | 2016  |
| ----- | ----- | ----- | ----- | ----- | ----- | ----- |
| 1867  | ↘1834 | ↘1780 | ↘1734 | ↘1702 | ↘1666 | ↘1628 |
| 2017  | 2018  | 2019  | 2020  | 2021  |       |       |
| ↘1603 | ↘1579 | ↘1541 | ↘1500 | ↗1577 |       |       |

## Состав сельского поселения
| № | Населённый пункт | Тип населённого пункта            | Население |
| - | ---------------- | --------------------------------- | --------- |
| 1 | Баево            | село, административный центр      | ↘1834     |
| 2 | Басово           | посёлок железнодорожного разъезда | ↘0        |